# لويس أسيفيدو
لويس أسيفيدو (بالإسبانية: Luis Miguel Acevedo Tabárez)‏ هو لاعب كرة قدم أوروغواياني في مركز الهجوم، ولد في 5 أكتوبر 1996 في مونتفيدو في الأوروغواي. لعب مع بنيارول.

## وصلات خارجية
- لويس أسيفيدو على موقع قاعدة بيانات كرة القدم.إي يو (الإنجليزية)
- لويس أسيفيدو على موقع Soccerway.com (الإنجليزية)